# 吉田徹
吉田 徹（よしだ とおる、1961年2月7日 - 、A型・水瓶座）は、日本のアニメーター、メカニックデザイナー、アニメ演出家。香川県綾歌郡綾川町出身。大阪アミューズメントメディア専門学校講師。日本アニメーター・演出協会（JAniCA）会員。
大阪デザイナー専門学校を卒業後、谷口守泰に師事、アニメアール第1スタジオに所属。
メカを作画する後輩格のアニメーターからは、「ムッシュ」の愛称で呼ばれる。

## 略歴
1980年代、高橋良輔リアルロボット4部作の2作目『装甲騎兵ボトムズ』でメカ作画を担当する。群を抜く鮮烈な作画で他の話数を圧倒、多くのファンを獲得した。
高橋良輔監督からは、「アニメの面白さは『理屈』ではなく『動く』ことから始まることを若手の時点から知っていた」「『動かす』ということに快感を持っている。絵から彼の思い入れが感じられる」と新人の頃から注目していた。
アニメアールの先輩格、毛利和昭を継いだアクションアニメートは、『機甲界ガリアン』第7話「ローダン軍接近」で初の作画監督を経て、沖浦啓之と共にメカ作監を務めた『蒼き流星SPTレイズナー』において頂点を極める。若き日の大平晋也も吉田作画のファンで知られる。
『レイズナー』においては、同じ高橋良輔監督の前作『装甲騎兵ボトムズ』『機甲界ガリアン』で作監チーフであった塩山紀生が手がけていた、作画用メカニックポーズ集の作成も担当した。
『レイズナー』の各話原画担当者には、谷口守泰のキャラクターデザイン表（キャラ表）、表情・ポーズ集とともに、大河原邦男デザイン画、吉田徹によって大胆にリファインされたメカニックポーズ集、吉田担当回のメカ作監修正カットのコピー集、タイムシート付きのエフェクトパターン集が作画参考用としてサンライズから各原画担当者に配布され、『レイズナー』は文字通り吉田徹のメカニック・アクション作画の代表作と言える。
1990年代以降も『機動戦士ガンダム0083』など、一連の高橋系スタッフのOVAでメカ作監として腕を振るう。作画から演出までをもこなし、そのジャンルもメカ物に留まらず、美少女物まで多岐に渡るという、マルチクリエーターぶりを示す。
2000年代、メカ作画は健在で、『機動戦士ガンダムSEED』でメカ作監として参加。
2010年代に入ると松村沙友理（乃木坂46）のPVを監督するなど、さらに活動領域を広げている。

## 受賞歴
- 1985年『第2回日本アニメ大賞・アトム賞』 OVA部門 最優秀作品賞 『装甲騎兵ボトムズ ザ・ラスト・レッドショルダー』

## 参加作品

### テレビアニメ
1981年
- 太陽の牙ダグラム（1981年 - 1983年、動画）

1982年
- さすがの猿飛（1982年 - 1984年、原画・動画）

1983年
- 装甲騎兵ボトムズ（1983年 - 1984年、原画・動画）

1984年
- 重戦機エルガイム（原画）
- 超攻速ガルビオン（原画）
- 機甲界ガリアン（1984年 - 1985年、作画監督）

1985年
- 超獣機神ダンクーガ（原画）
- 蒼き流星SPTレイズナー（1985年 - 1986年、OP原画・メカ作監・原画）

1987年
- 赤い光弾ジリオン（原画）
- 機甲戦記ドラグナー（1987年 - 1988年、作監協力）
- シティーハンター（原画）

1988年
- 鎧伝サムライトルーパー（1988年 - 1989年、原画）

1989年
- シティーハンター3（原画）
- 魔動王グランゾート（1989年 - 1990年、原画）

1990年
- ピグマリオ（1990年 - 1991年、作画監督）

1993年
- 勇者特急マイトガイン（1993年 - 1994年、原画）
- 機動戦士Vガンダム（作画監督）

1994年
- ヤマトタケル（作画監督）
- 機動武闘伝Gガンダム（1994年 - 1995年、作画監督・原画）
- ルパン三世 燃えよ斬鉄剣（原画）

1995年
- 獣戦士ガルキーバ（作画監督）

1996年
- るろうに剣心 -明治剣客浪漫譚-（1996年 - 1998年、原画）

1997年
- 勇者王ガオガイガー（1997年 - 1998年、作画監督・メカ作監・原画）

1998年
- バブルガムクライシス TOKYO 2040（1998年 - 1999年、絵コンテ・演出）
- プリンセスナイン 如月女子高野球部（イナズマボール原画）
- ガサラキ（1998年 - 1999年、絵コンテ・メカ作監）
- カウボーイビバップ（1998年 - 1999年、原画）

1999年
- ベターマン（メカ作監、ムシ作監）
- 無限のリヴァイアス（1999年 - 2000年、メカ作監）
- 今、そこにいる僕（1999 - 2000年、原画）
- ∀ガンダム（1999年 - 2000年、原画）
- THE ビッグオー（1999年 - 2000年、原画）
- COLORFUL（絵コンテ・演出・原画）

2000年
- STRANGE DAWN（原画）
- ドキドキ♡伝説 魔法陣グルグル（原画）
- アルジェントソーマ（OP原画・原画）
- BRIGADOON まりんとメラン（2000年 - 2001年、モノマキア作監）

2001年
- スクライド（原画）
- Z.O.E Dolores, i（メカ作監）
- FF：U 〜ファイナルファンタジー:アンリミテッド〜（絵コンテ・演出）
- サイボーグ009 THE CYBORG SOLDIER（2001年 - 2002年、作画監督）

2002年
- フルメタル・パニック!（メカ作監）
- Witch Hunter ROBIN（絵コンテ）
- 朝霧の巫女（絵コンテ・演出）
- ぷちぷり*ユーシィ（2002年 - 2003年、絵コンテ・演出）
- 電光超特急ヒカリアン（2002年 - 2003年、作画監督）
- 機動戦士ガンダムSEED（2002年 - 2003年、作画監督・メカ作監）
- THE ビッグオー Second Season（2002年 - 2003年、メカ作監）
- OVERMANキングゲイナー（2002年 - 2003年、原画）
- 最終兵器彼女（2002年 - 2003年、OP原画）

2003年
- D.C. 〜ダ・カーポ〜（演出・サイドエピソード）
- GAD GUARD（作画監督）
- LAST EXILE（絵コンテ・演出・作監補佐）
- 神魂合体ゴーダンナー!!（原画）
- 鋼の錬金術師（2003年 - 2004年、原画）

2004年
- SAMURAI 7（アバンタイトル演出・絵コンテ・演出・メカ作監）
- 機動戦士ガンダムSEED DESTINY（2004年 - 2005年、OP原画・作画監督・メカ作監）
- 魔法少女隊アルス（2004年 - 2005年、演出・作画監督）
- お伽草子（原画）

2005年
- うえきの法則（2005年 - 2006年、原画）
- SPEED GRAPHER（絵コンテ・演出・作画監督）
- ぱにぽにだっしゅ!（演出）
- ガン×ソード（メカ作監）
- 電車男（OP作画）
- G.I.ジョー（演出）
- 甲虫王者ムシキング 森の民の伝説（2005年 - 2006年、原画）
- シュガシュガルーン（2005年 - 2006年、作画監督）
- うえきの法則（2005年 - 2006年、原画）
- ふしぎ星の☆ふたご姫（2005年 - 2006年、原画）

2006年
- ひぐらしのなく頃に（原画）
- ハチミツとクローバーII（原画）
- 西の善き魔女 Astraea Testament（絵コンテ・演出・原画）
- 牙 -KIBA-（絵コンテ）
- N・H・Kにようこそ!（演出・原画）
- 009-1（絵コンテ・演出）
- 天保異聞 妖奇士（原画）
- コードギアス 反逆のルルーシュ（原画）
- 奏光のストレイン（演出）
- ネギま!?（・原画）
- ヴァレリアン&ロールリンヌ（演出）
- オーバン・スターレーサーズ（演出・作画監督）
- 結界師（原画）

2007年
- 東京魔人學園剣風帖 龖（原画）
- アイドルマスター XENOGLOSSIA（絵コンテ・演出）
- REIDEEN（原画）
- ぼくらの（原画）
- 鋼鉄神ジーグ（原画）
- 獣装機攻ダンクーガノヴァ（演出）
- CLAYMORE（絵コンテ）
- 天元突破グレンラガン（演出）
- シグルイ（絵コンテ）
- ななついろ★ドロップス（OP原画）
- 魔人探偵脳噛ネウロ（絵コンテ）
- PRISM ARK（絵コンテ・演出）
- バンブーブレード（演出）
- AYAKASHI（OP原画・原画）

2008年
- ドラゴノーツ -ザ・レゾナンス-（演出）
- S・A〜スペシャル・エー〜（OP原画・絵コンテ・演出）
- コードギアス 反逆のルルーシュR2（原画）
- ストライクウィッチーズ（OP原画）
- 鉄のラインバレル（原画）
- イナズマイレブン（絵コンテ・演出・原画）

2009年
- 黒神 The Animation（原画）
- 夏のあらし!（原画）
- ティアーズ・トゥ・ティアラ（原画）
- 戦場のヴァルキュリア（原画）
- 【懺・】さよなら絶望先生（原画）
- ジャングル大帝 -勇気が未来をかえる-（原画）
- けんぷファー（原画）

2010年
- ダンス イン ザ ヴァンパイアバンド（原画）
- 刀語（原画）
- トランスフォーマー アニメイテッド（OP演出・原画）
- HEROMAN（原画）
- 薄桜鬼 碧血録（OP原画）
- そらのおとしものf（原画）
- 咎狗の血（演出・原画）
- スーパーロボット大戦OG -ジ・インスペクター-（絵コンテ・演出・原画）

2011年
- 遊☆戯☆王ZEXAL（OP原画）
- まりあ†ほりっく あらいぶ（OP原画）
- Dororonえん魔くん メ〜ラめら（原画）
- あの日見た花の名前を僕達はまだ知らない。（原画）
- 電波女と青春男（原画）
- ブレイド（原画）
- ダンタリアンの書架（原画）
- NO.6（原画）
- セイクリッドセブン（原画）
- バトルスピリッツ 覇王（原画）
- ラストエグザイル-銀翼のファム-（OP原画・演出・原画）
- UN-GO（原画）
- ギルティクラウン（原画）
- THE IDOLM@STER（原画）
- 機動戦士ガンダムAGE（原画）
- ベン・トー（原画）

2012年
- 戦姫絶唱シンフォギア（演出・原画）
- Persona4 the ANIMATION（原画）
- エウレカセブンAO（原画）
- ヨルムンガンド（原画）
- 夏色キセキ（原画）
- NARUTO -ナルト- SD ロック・リーの青春フルパワー忍伝（原画）
- アクセル・ワールド（OP原画・原画）
- 貧乏神が!（原画）
- 薄桜鬼 黎明録（原画）
- だから僕は、Hができない。（原画）
- 織田信奈の野望（原画）
- 絶園のテンペスト（原画）
- ヨルムンガンド PERFECT ORDER（原画）
- えびてん 公立海老栖川高校天悶部（原画）
- 武装神姫（原画）
- BTOOOM!（作画監督・原画）
- ジョジョの奇妙な冒険（原画）
- めだかボックス アブノーマル（作画監督）
- ハヤテのごとく! CAN'T TAKE MY EYES OFF YOU（原画）

2013年
- DEVIL SURVIVOR 2 the ANIMATION（原画）
- ムシブギョー（原画）
- 翠星のガルガンティア（原画）
- カーニヴァル（原画）
- 革命機ヴァルヴレイヴ（原画）
- ステラ女学院高等科C3部（絵コンテ・演出・OP絵コンテ・OP演出・原画）
- 魔界王子 devils and realist（原画）
- 超次元ゲイム ネプテューヌ（原画）
- イナズマイレブンGO ギャラクシー（原画）
- DIABOLIK LOVERS（原画）
- 機巧少女は傷つかない（原画）
- ガイストクラッシャー（原画）
- キルラキル（原画）
- 聖闘士星矢Ω（原画）

2014年
- 妖怪ウォッチ（設定協力・作画協力・絵コンテ・OP原画・原画）
- ダイヤのA（作画監督）
- ノラガミ（原画）
- スペース☆ダンディ（原画）
- バディ・コンプレックス（原画）
- 咲-Saki- 全国編（原画）
- 星刻の竜騎士（原画）
- キャプテン・アース（演出・メカ作画監督・原画）
- ジョジョの奇妙な冒険 スターダストクルセイダース（原画）
- 魔法少女大戦（原画）
- アカメが斬る!（原画）
- 寄生獣 セイの格率（作画監督）
- ガンダムビルドファイターズトライ（原画）
- ガンダム Gのレコンギスタ（原画）
- 異能バトルは日常系のなかで（原画）

2015年
- ワールドトリガー（原画）
- 艦隊これくしょん -艦これ-（絵コンテ・演出・原画）
- デュラララ!!×2 承（原画）
- 暗殺教室（原画）
- 放課後のプレアデス（絵コンテ・演出・原画）
- 血界戦線（原画）
- GANGSTA.（OP原画）
- Charlotte（演出）
- DIABOLIK LOVERS MORE,BLOOD（OP原画・原画）
- コンクリート・レボルティオ〜超人幻想〜（絵コンテ・演出・原画）
- ハッカドール THE あにめ〜しょん（演出）

2016年
- アクティヴレイド -機動強襲室第八係-（原画）
- 機動戦士ガンダム 鉄血のオルフェンズ（原画）
- Re:ゼロから始める異世界生活（原画）
- 僕のヒーローアカデミア（絵コンテ）
- 双星の陰陽師（作画監督・原画）
- D.Gray-man HALLOW（OP原画）
- 美男高校地球防衛部LOVE!LOVE!（原画）
- アルスラーン戦記 風塵乱舞（原画）
- ダンガンロンパ3 -The End of 希望ヶ峰学園- 未来編（作画監督）
- ドリフターズ（原画）
- ガーリッシュナンバー（絵コンテ・演出）
- 終末のイゼッタ（第二原画）
- 文豪ストレイドッグス（原画）

2017年
- モンスターハンター ストーリーズ RIDE ON（絵コンテ）
- 昭和元禄落語心中 -助六再び篇-（作画監督）
- セントールの悩み（絵コンテ）
- 牙狼〈GARO〉-VANISHING LINE-（作画監督）

2018年
- バジリスク 〜桜花忍法帖〜（作画監督）
- BEATLESS（絵コンテ）
- ガンダムビルドダイバーズ（原画）
- Lostorage conflated WIXOSS（絵コンテ・原画・ED原画）
- 殺戮の天使（絵コンテ）

2019年
- ドメスティックな彼女（絵コンテ）
- 荒ぶる季節の乙女どもよ。（演出）

2020年
- とある科学の超電磁砲T（絵コンテ）
- DRAGON QUEST -ダイの大冒険-（2020年 - 、原画）

2021年
- 裏世界ピクニック（絵コンテ・エフェクト作画監督・クリーチャー作画監督）
- 魔入りました!入間くん（絵コンテ）
- 境界戦機（原画）

2022年
- 進撃の巨人 The Final Season Part 2（原画）
- キャップ革命 ボトルマンDX（絵コンテ・演出）
- Extreme Hearts（絵コンテ）

2024年
- ザ・ファブル（絵コンテ・演出・総作画監督・原画）
- グレンダイザーU（作画監督・原画）

2025年
- 魔法つかいプリキュア!!〜MIRAI DAYS〜（OP原画）
- ウィッチウォッチ（原画）
- 神統記（テオゴニア）（絵コンテ）

### 劇場アニメ
1980年代
- 機動戦士ガンダム 逆襲のシャア（1988年、原画）
- ファイブスター物語（1989年、z原画）
- ギャラガ HYPER-PSYCHIC-GEO GARAGA（1989年、メカニックデザイン・メカ作監）

1990年代
- 機動戦士ガンダム0083 ジオンの残光（1992年、メカ作監・原画）
- MEMORIES「彼女の想いで」（1995年、原画）
- ルパン三世 DEAD OR ALIVE（1996年、原画）
- 機動戦士ガンダム 第08MS小隊 ミラーズ・リポート（1998年、作画監督・原画）
- スプリガン（1998年、原画）

2000年代
- 名探偵コナン 瞳の中の暗殺者（2000年、原画）
- 人狼 JIN-ROH（2000年、原画）
- 名探偵コナン 天国へのカウントダウン（2001年、原画）
- パルムの樹（2002年、ジェンコ・原画）
- 名探偵コナン ベイカー街の亡霊（2002年、原画）
- ラーゼフォン 多元変奏曲（2003年、原画）
- スチームボーイ（2004年、原画）
- 金色のガッシュベル!! メカバルカンの来襲（2005年、原画）
- ONE PIECE THE MOVIE オマツリ男爵と秘密の島（2005年、原画 ）
- 映画ドラえもん のび太の恐竜2006（2006年、原画）
- クレヨンしんちゃん 伝説を呼ぶ 踊れ!アミーゴ!（2006年、原画）
- 鉄コン筋クリート（2006年、原画）
- 超劇場版ケロロ軍曹2 深海のプリンセスであります!（2007年、原画）
- 劇場版 マクロスF 虚空歌姫〜イツワリノウタヒメ〜（2009年、原画）
- 劇場版 Fate/stay night UNLIMITED BLADE WORKS（2010年、原画）

2010年代
- 劇場版イナズマイレブン 最強軍団オーガ襲来（2010年、絵コンテ・演出）
- トワノクオン（2011年、原画）
- 劇場版イナズマイレブンGO 究極の絆 グリフォン（2011年、原画）
- 劇場版イナズマイレブンGO vs ダンボール戦機W（2012年、原画）
- 劇場版 薄桜鬼 第一章 京都乱舞（2013年、原画）
- 映画 妖怪ウォッチ 誕生の秘密だニャン!（2014年、絵コンテ・原画）
- 劇場版 PSYCHO-PASS サイコパス（2015年、原画）
- 映画 この素晴らしい世界に祝福を!紅伝説（2019年、原画）

2020年代
- アリスとテレスのまぼろし工場（2023年、原画）
- 劇場版シティーハンター 天使の涙（2023年、レイアウト・原画）

### OVA
1980年代
- ドリームハンター麗夢（1985年、原画）
- 装甲騎兵ボトムズ ザ・ラストレッドショルダー（1985年、メカ作監）
- 蒼き流星SPTレイズナー ACT-III 刻印2000（1986年、OP原画・作画監督）
- 機甲界ガリアン PARTIII 鉄の紋章（1986年、メカ作監）
- ドリームハンター麗夢II 聖美神女学園の妖夢（1986年、原画 ）
- 超時空ロマネスク SAMY MISSING・99（1986年、メカニックデザイン）
- ドリームハンター麗夢III 夢隠 首なし武者伝説（1987年、原画）
- ブラックマジック M-66（1987年、メカ作監・原画）
- New Story of Aura Battler DUNBINE（1988年、メカ作監）
- PONY METAL U-GAIM（1987年、原画）
- 機甲猟兵メロウリンク（1988年 - 1989年、メカ作監・原画）

1990年代
- ロードス島戦記（1990年、原画）
- スケバン刑事 誕生編（1991年、J・Hプロジェクト・原画）
- カプリコン（1991年、メカニックデザイン・メカ作監）
- 機動戦士ガンダム0083 STARDUST MEMORY（1991年 - 1992年、メカ作監・原画）
- BASTARD!! -暗黒の破壊神-（1992年 - 1993年、演出）
- ザ・コクピット 音速雷撃隊（1993年、原画）
- 装甲騎兵ボトムズ 赫奕たる異端（1994年、メカ作監・原画）
- 青空少女隊（1994年 - 1996年、演出・作画監督）
- コンパイラ 陽の章（1994年、作画監督）
- 新・キューティーハニー（1994年 - 1995年、原画）
- 機動戦士ガンダム 第08MS小隊（1996年 - 1999年、作画監督・メカ作監）
- 新海底軍艦（1995年、原画）
- ヴァリアブル・ジオ（1996年 - 1997年、監督）
- 厄災仔寵（1997年、監督）
- ジャイアントロボ THE ANIMATION -地球が静止する日（1998年、原画）
- 太陽の船 ソルビアンカ（1999年、演出・原画）

2000年代
- ジオブリーダーズ File-X（2000年、原画）
- ジオブリーダーズ2 File-XX（2000年、演出・メカ作監）
- sin THE MOVIE（2000年、メカニック作画監督）
- 勇者王ガオガイガーFINAL（2000年 - 2003年、メカ作監）
- うさぎちゃんでCue!!（2001年 - 2002年、監督）
- マクロス ゼロ（2004年、原画）
- テイルズ オブ ファンタジア THE ANIMATION（2004年、原画）
- 大魔法峠（2006年、原画）
- 異世界の聖機師物語（2009年、メカ作画監督）
- OVA うたわれるもの（2009年、OP原画・原画）
- 魔法先生ネギま! 〜もう一つの世界〜（2009年、エフェクト作画監督・原画）

2010年代
- クイーンズブレイド 美しき闘士たち（2010年、原画）
- 装甲騎兵ボトムズ Case;IRVINE（2011年、原画）
- 合体ロボット アトランジャー（2011年、監督・メカニックデザイン）
- ToHeart2 ダンジョントラベラーズ（2012年、原画）

### Webアニメ
- DEVILMAN crybaby（2018年、演出）
- ガンダムビルドダイバーズRe:RISE（2019年 - 2020年、原画）
- キャップ革命 ボトルマン（2020年、メカ監修・メカ作画監督）
- T・Pぼん（2024年、原画）

### ゲーム
- キャプテンパワー バトルトレーニングビデオ（1988年、原画）
- ヴァリアブル・ジオ（1993年、キャラクターデザイン・原画）
- ADVANCED.V.G.2（1998年、監督・絵コンテ・原画・メカ作監）
- SIGNAL（2001年、原画）
- ANUBIS ZONE OF THE ENDERS（2003年、監督・メカ作監）
- あの街の恋の詩（2006年、Special Thanks!）
- 解放少女（2012年、原画）
- 逆転裁判5（2013年、原画）

### CM
- 装甲騎兵ボトムズ ザ・バトリングロード 「タカラSFC版ゲームソフト」CM （1993年、メカ作監）
- デ・ジ・キャラット「ゲーマーズ」CM （1998年、監督）

### 実写
- 『ψ（PSI）』（2014年、監督[注釈 1]）

## 著書
- 吉田流！アニメエフェクト作画（ボーンデジタル、ISBN 978-4-86246-340-1）
- 吉田徹 10分で女性を描くコツ250（玄光社、ISBN 978-4-7683-0816-5）
- 吉田徹 10分で女性を描くコツ270制服編（玄光社、ISBN 978-4-7683-1180-6）